# 多秀
宗室多秀（穆麟德轉寫：Uksun Dosio，1778年4月17日—1831年12月22日，乾隆四十三年三月二十一日亥時－道光十一年十一月十九日亥時），字號不詳。清朝遠支宗室正紅旗第一族奕字輩，清朝政治人物。

## 生平
嘉慶七年（1802年）八月，中式壬戌科繙譯鄉試繙譯舉人。
嘉慶八年（1803年）三月，中式癸亥科繙譯進士。五月，授刑部額外主事。
十七年（1812年）十二月，授宗人府副理事官。
十八年（1813年）十二月，因才力不足遭革退。
道光十一年（1831年）十一月十九日卒，年五十四歲。

## 家庭及關聯
- 七世祖：禮烈親王代善（1583年－1648年），清太祖高皇帝第二子，封和碩禮親王，諡烈，配饗太廟。
- 六世祖：穎毅親王薩哈璘（1604年－1636年），代善第三子，功封多羅貝勒，管理禮部事務，追封和碩穎親王，諡毅。
- 五世祖：順承恭惠郡王勒克德渾（1629年－1652年），薩哈璘第二子，襲封多羅順承郡王，官至議政王、平南大將軍，諡恭惠。
- 高祖父：順承忠郡王諾羅布（1650年－1741年），勒克德渾第三子，襲封多羅順承郡王，官至議政王、杭州將軍，諡忠。
- 本生曾祖父：郡王品級錫保（1688年－1717年），諾羅布第四子，襲封多羅順承郡王，官至都統、議政王，因事革退，卒照郡王品級殯葬。
- 本生祖父：宗室慶德（1711年－1765年），錫保第二子，閑散。

- 承繼曾祖父：宗室保尚（1712年－1732年），諾羅布第六子，閑散。
- 承繼祖父：宗室慶覺（1732年－1760年），諾羅布第五子保福第二子，乾隆十三年過繼予保尚為嗣，閑散。

- 父：宗室清良（1748年－1778年），慶德第四子，乾隆二十七年過繼予慶覺為嗣。
- 母：富察氏，清良正室，舒貴之女。
- 多秀為清良長子，尚有三弟：
  - 多倫泰（1780年－？），乾隆四十八年過繼予其族伯清瑞為嗣。
  - 多壽（1792年－1832年），閑散。
  - 多順（1795年－1795年），早卒，無嗣。

### 妻妾
- 正室：洪武氏，裕芳之女。
- 無側室。

### 子女
有二子。
- 長子：聯恆（1809年－1881年），閑散，無嗣。
- 次子：聯章（1811年－1860年），閑散。